# Королиха (Бабушкинский район)
Королиха — деревня в Бабушкинском районе Вологодской области.
Входит в состав сельского поселения Бабушкинское (до 2016 года входила в Демьяновское сельское поселение), с точки зрения административно-территориального деления — в Демьяновский сельсовет.
Расстояние по автодороге до районного центра села имени Бабушкина составляет 31 км, до деревни Демьяновский Погост — 4,5 км. Ближайшие населённые пункты — Большой Двор, Коровенская, Подгорная.
По данным переписи в 2002 году постоянного населения не было.